# Andebol 1 de 2017–18
O Campeonato Nacional Andebol 1 de 2017–18 foi a 66.ª edição do principal escalão do campeonato português de andebol masculino. A competição, organizada pela Federação de Andebol de Portugal, foi disputada por 14 clubes.
O São Bernardo e o Xico Andebol subiram para o escalão principal. O Sporting Clube de Portugal sagrou-se campeão nacional na 7.ª jornada da fase final, conquistando assim o seu 21.º título na competição. 

## Participantes
Benfica

 Sporting CP

 Belenenses

 Boa-Hora
| Equipa       | Cidade    | Pavilhão                       | Capacidade |
| ------------ | --------- | ------------------------------ | ---------- |
| ABC Braga    | Braga     | Pavilhão Flávio Sá Leite       | 2500       |
| Águas Santas | Maia      | Pavilhão de Águas Santas       | 2000       |
| Arsenal CD   | Braga     | Pavilhão Flávio Sá Leite       | 2500       |
| Avanca       | Estarreja | Pavilhão Com. Adelino da Costa | 400        |
| Belenenses   | Lisboa    | Pavilhão Acácio Rosa           | 1500       |
| Benfica      | Lisboa    | Pavilhão da Luz Nº 2           | 1544       |
| Boa-Hora     | Lisboa    | Pavilhão Fernando Tavares      | 400        |
| Fafe         | Fafe      | Pavilhão Multiusos de Fafe     | 1646       |
| Madeira SAD  | Funchal   | Pavilhão Desportivo do Funchal | 1000       |
| Maia-ISMAI   | Maia      | Pavilhão Municipal da Maia     |            |
| Porto        | Porto     | Dragão Caixa                   | 2179       |
| São Bernardo | Aveiro    | Ginásio de S. Bernardo         |            |
| Sporting CP  | Lisboa    | Pavilhão João Rocha            | 3000       |
| Xico Andebol | Guimarães | Pavilhão D.F. Holanda          | 500        |

## Fase Regular

### Resultados
| Casa / Fora[1] | 0ABC0 | 0AGU0 | 0ARS0 | 0AVA0 | 0BEN0 | 0BEL0 | 0BOA0 | 0FAF0 | 0MAD0 | 0MAI0 | 0POR0 | 0SBE0 | 0SPO0 | 0XIC0 |
| ABC Braga      |       | 22–24 | 29–20 | 28–29 | 21–24 | 25–18 | 25–24 | 36–22 | 32–22 | 30–26 | 23–26 | 37–23 | 25–33 | 35–24 |
| Águas Santas   | 23–30 |       | 34–14 | 23–24 | 20–22 | 31–26 | 40–30 | 23–19 | 24–25 | 33–25 | 22–29 | 32–21 | 23–31 | 39–29 |
| Arsenal        | 26–30 | 20–28 |       | 28–29 | 17–37 | 30–31 | 26–25 | 24–32 | 23–31 | 25–25 | 18–33 | 30–26 | 18–33 | 25–25 |
| Avanca         | 24–25 | 28–27 | 34–25 |       | 26–30 | 31–27 | 40–31 | 35–35 | 30–27 | 21–20 | 26–34 | 33–25 | 25–32 | 25–25 |
| Benfica        | 29–29 | 33–28 | 29–20 | 36–33 |       | 35–24 | 32–20 | 35–20 | 26–23 | 27–15 | 28–25 | 28–15 | 24–27 | 40–25 |
| Belenenses     | 21–26 | 31–27 | 34–25 | 29–29 | 23–37 |       | 22–23 | 32–22 | 23–23 | 32–30 | 29–32 | 27–23 | 24–32 | 29–20 |
| Boa-Hora       | 25–29 | 28–32 | 41–28 | 27–28 | 32–35 | 24–25 |       | 28–27 | 32–35 | 23–22 | 25–34 | 33–27 | 32–44 | 37–24 |
| Fafe           | 25–32 | 22–22 | 25–28 | 29–33 | 27–37 | 20–25 | 29–29 |       | 28–30 | 25–21 | 17–38 | 31–20 | 22–29 | 37–27 |
| Madeira SAD    | 24–23 | 27–30 | 36–21 | 20–23 | 28–32 | 23–24 | 30–21 | 28–21 |       | 38–29 | 29–25 | 26–26 | 27–36 | 33–24 |
| Maia-ISMAI     | 25–29 | 28–30 | 26–23 | 28–24 | 23–30 | 23–26 | 26–25 | 27–21 | 20–22 |       | 21–30 | 23–20 | 29–39 | 31–26 |
| Porto          | 23–23 | 32–25 | 35–19 | 29–19 | 30–23 | 34–26 | 36–23 | 34–22 | 32–21 | 25–24 |       | 43–20 | 25–31 | 37–22 |
| São Bernardo   | 20–32 | 24–27 | 29–29 | 21–39 | 18–28 | 23–24 | 24–29 | 31–24 | 20–33 | 22–22 | 16–33 |       | 20–30 | 26–28 |
| Sporting CP    | 27–27 | 32–29 | 47–24 | 39–28 | 33–29 | 43–31 | 41–26 | 30–17 | 33–28 | 35–18 | 23–26 | 36–15 |       | 39–24 |
| Xico           | 24–40 | 33–31 | 23–29 | 21–27 | 27–34 | 24–29 | 24–27 | 25–23 | 19–29 | 22–28 | 19–36 | 26–27 | 22–40 |       |

Fonte: FAP
1O time da casa (mandante) está listado na coluna da esquerda.
Cores:      Azul = time da casa vence;      Amarelo = empate;      Vermelho = time visitante vence.

## Fase Final

### Grupo A

#### Tabela Classificativa
1 O ABC Braga qualificou-se para a Taça Challenge da EHF de 2018–19 ao terminar o campeonato em quarto lugar. Porém, devido à sua restruturação financeira, o seu berço foi entregue ao Madeira SAD após o Artística de Avanca recusar o lugar na competição europeia.

#### Resultados
| Casa / Fora[1] | 0ABC0 | 0AVA0 | 0BEN0 | 0MAD0 | 0POR0 | 0SPO0 |
| ABC Braga      |       | 23–22 | 30–31 | 27–26 | 25–30 | 30–32 |
| AA Avanca      | 23–28 |       | 20–33 | 31–32 | 23–23 | 29–31 |
| SL Benfica     | 21–25 | 31–24 |       | 27–22 | 34–27 | 24–29 |
| Madeira SAD    | 21–22 | 22–25 | 26–30 |       | 18–29 | 31–29 |
| FC Porto       | 24–24 | 31–35 | 31–26 | 35–25 |       | 27–30 |
| Sporting CP    | 34–22 | 30–21 | 33–27 | 31–25 | 26–31 |       |

Última atualização em 4 de maio de 2018.
Fonte: FAP
1O time da casa (mandante) está listado na coluna da esquerda.
Cores:      Azul = time da casa vence;      Amarelo = empate;      Vermelho = time visitante vence.

### Grupo B

#### Resultados
| Casa / Fora[1]    | 0AGU0 | 0ARS0 | 0BEL0 | 0BOA0 | 0FAF0 | 0MAI0 | 0SBE0 | 0XIC0 |
| Águas Santas      |       | 44–28 | 31–27 | 36–26 | 26–20 | 31–27 | 30–30 | 38–24 |
| Arsenal da Devesa | 28–28 |       | 32–31 | 35–31 | 32–33 | 24–24 | 22–21 | 31–29 |
| Belenenses        | 25–25 | 27–25 |       | 34–31 | 28–22 | 33–28 | 27–27 | 31–32 |
| Boa-Hora          | 28–29 | 33–32 | 30–28 |       | 36–32 | 30–25 | 36–34 | 38–30 |
| AC Fafe           | 19–33 | 24–24 | 25–24 | 29–30 |       | 22–22 | 32–29 | 23–22 |
| Maia-ISMAI        | 24–25 | 33–31 | 28–28 | 23–27 | 29–20 |       | 29–18 | 31–30 |
| São Bernardo      | 32–31 | 28–33 | 28–28 | 28–28 | 28–28 | 23–22 |       | 34–33 |
| Xico Andebol      | 31–40 | 31–29 | 25–26 | 38–31 | 29–30 | 23–30 | 34–25 |       |

Última atualização em 21 de junho de 2018.
Fonte: FAP
1O time da casa (mandante) está listado na coluna da esquerda.
Cores:      Azul = time da casa vence;      Amarelo = empate;      Vermelho = time visitante vence.

## Campeão
| Andebol 1 de 2017–18    |
| ----------------------- |
| Sporting CP 21.º Título |